# PLOS Biology
 (novembre 2022).
PLOS Biology est une revue scientifique couvrant tous les domaines de la biologie, qui a été lancée le 13 octobre 2003. Cette revue fut la première publiée par la Public Library of Science, une organisation à but non lucratif qui diffuse des publications scientifiques selon des termes permettant un accès ouvert. L'ensemble du contenu de PLOS Biology est publié sous les termes de la licence Creative Commons by-attribution. Pour financer la revue, le modèle économique est de faire payer aux auteurs les frais de publication.
En plus d'articles de recherche, PLOS Biology publie des lettres électroniques dans lesquelles les lecteurs peuvent apporter leurs commentaires sur les articles.
D'après le Journal Citation Reports, le facteur d'impact de ce journal était de 9,343 en 2014. Nonia Pariente est rédactrice en chef de la revue depuis mars 2020.